# Bohuslav Zikmund
Bohuslav Zikmund (13. prosince 1914 Kralovice – 15. května 1942 Barentsovo moře) byl český armádní pilot a oběť druhé světové války.

## Život

### Před druhou světovou válkou
Bohuslav Zikmund se narodil 13. prosince 1914 v Kralovicích na plzeňsku v rodině obchodníka Františka Zikmunda. V rodné obci vychodil školu a vyučil se strojním zámečníkem. Byl členem Dělnické tělocvičné jednoty. Prezenční vojenskou službu nastoupil v roce 1936 u Leteckého pluku 1 v Praze, v jejím rámci absolvoval pilotní školu v Nitře, následně sloužil u bombardovací letky Leteckého pluku 5 v Brně. Po skončení prezenční služby pokračoval v armádní službě jako délesloužící poddůstojník.

### Druhá světová válka

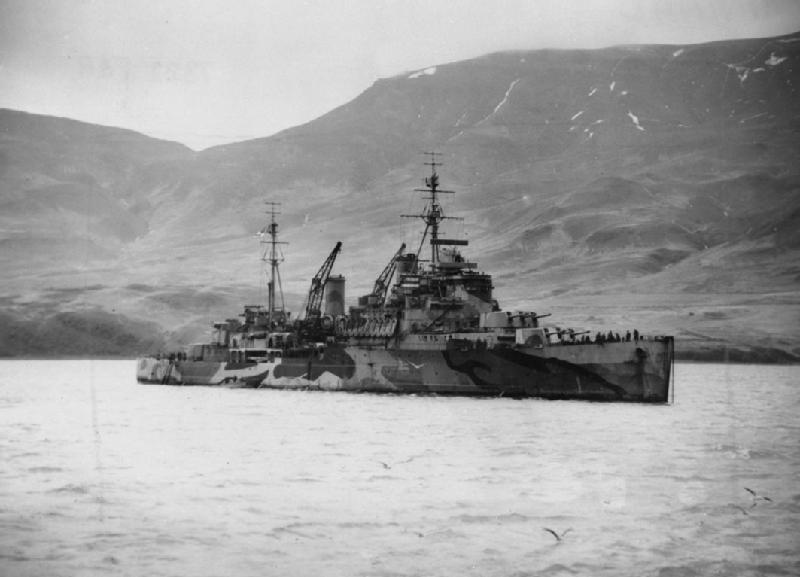
Křižník HMS Trinidad

Po německé okupaci v březnu 1939 a rozpuštění Československé armády působil Bohuslav Zikmund jako zalétávací pilot pro firmu Let Kunovice. Byl určen i k přelétávání zabavených československých strojů do Německa. Místo toho uskutečnil společně s Josefem Návesníkem 26. dubna 1939 únos dvojice strojů Avia B-71 do Sovětského svazu. Oba přistáli v Žitomiru a devět měsíců internováni sovětskými úřady. Po propuštění oba pracovali v Kujbyševu jako řemeslníci, Bohuslav Zikmund jako autoopravář. V roce 1941 se začala v Sovětském svazu formovat československá vojenská mise, kde se oba letci přihlásili. Mezi srpnem a říjnem 1941 absolvoval Bohuslav Zikmund výcvik, po kterém se stal příslušníkem jednotky NKVD určené k výsadkům do týlu nepřítele, následně byl přidělen k československé vojenské misi. Protože jako letec zatím neměl v Sovětském svazu perspektivu, byl společně s dalšími včetně Josefa Návesníka odeslán do Spojeného království. Dne 27. dubna 1942 odplul z Murmansku na palubě křižníku Edinburgh, který byl 30. dubna torpédován a Bohuslav Zikmund se po záchraně z vln vrátil na palubě minolovky Gossamer do Murmansku. Druhé nalodění proběhlo 4. května na křižník Trinidad. Dne 14. května 1642 byl konvoj, jehož součástí Trinidad byl, napaden německým letectvem a druhý den potopen. Po zásahu jednou z pum zahynul v útrobách lodi i Bohuslav Zikmund a Josef Návesník.

## Posmrtná ocenění
- Bohuslavu Zikmundovi byl in memoriam udělen Československý válečný kříž 1939
- Bohuslav Zikmund byl in memoriam povýšen do hodnosti poručíka
- Bohuslav Zikmund byl v roce 165 jmenován čestným občanem Kralovic